# Podniesienie

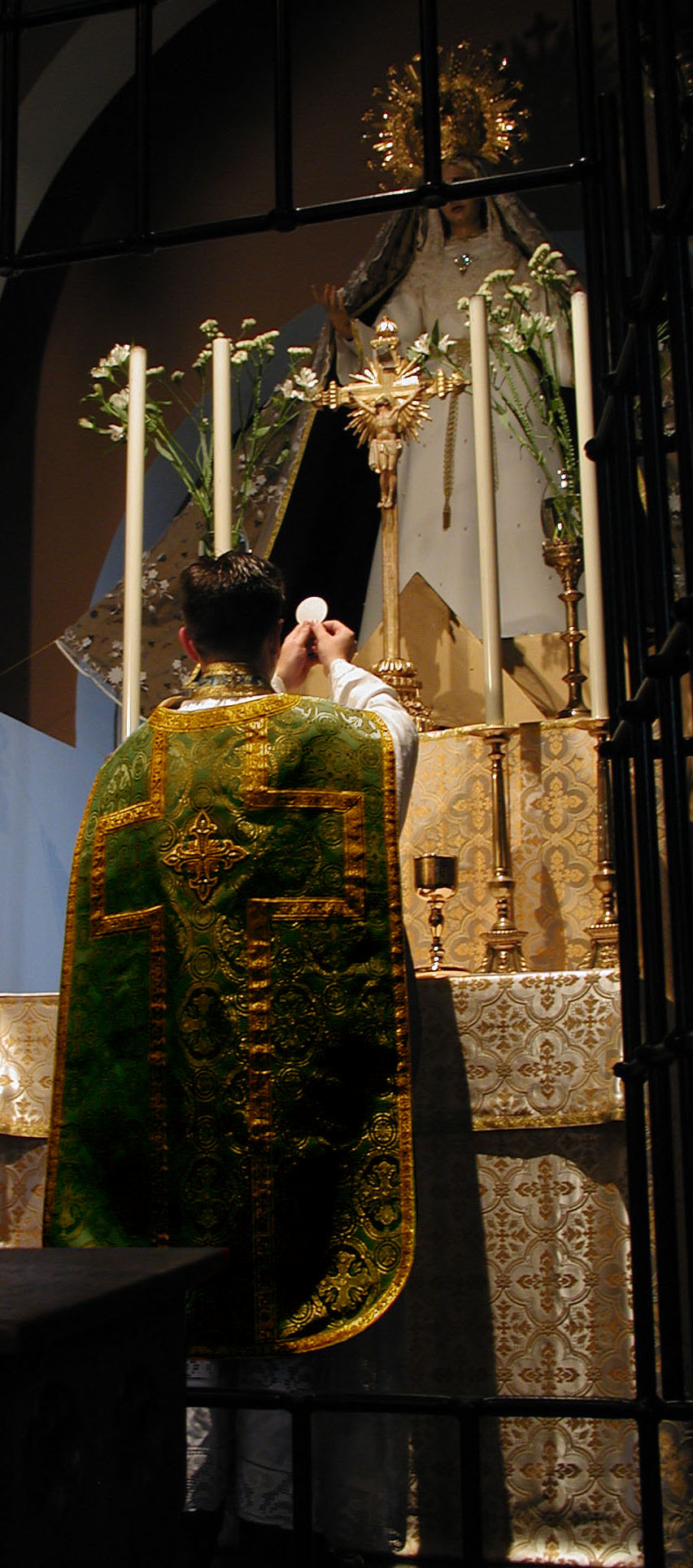
Podniesienie konsekrowanej hostii

Podniesienie – część mszy świętej, w czasie której kapłan podnosi w górę hostię i kielich, ukazując zgromadzonym wiernym materię sakramentu (chleb i wino), które w czasie modlitwy eucharystycznej zostały przemienione w ciało i krew Chrystusa. Ta przemiana jest zwana transsubstancjacją.
Niekiedy podniesieniu towarzyszy dźwięk dzwonków i/lub okadzanie.
Zwyczaj ten wprowadzono około XIII wieku, utrwalony zaś został po reformie liturgicznej Soboru trydenckiego (1563), by umożliwić wiernym oddanie czci niewidocznej dla nich hostii, kapłan bowiem odprawiał mszę świętą zwrócony w tym samym kierunku co wierni.
Istnienie podniesienia potwierdzają w Polsce średniowieczne żywoty świętych. Autor Żywota bł. Kingi podkreśla, że świątobliwa klaryska wpatrywała się z załzawionymi oczyma podczas mszy świętej w ciało Pańskie, gdy w momencie podniesienia miały uderzać dzwony zwołujące wiernych do oglądania i adoracji Przeistoczenia chleba w ciało Chrystusa.